# 佐々木洋
佐々木 洋（ささき ひろし、1960年9月7日 - ）は、日本のアニメーション美術監督である。
東京都出身。

## 来歴
明治大学付属中野高等学校から東京デザイナー学院へ編入。
東京デザイナー学院在学中に手塚プロダクションに入社。
手塚プロダクション→サンリオ（実制作撤退）→アトリエ戯雅→A.P.P.P.を経て、ガイナックスへ入社。ガイナックス創生期頃の作品では美術方面で活躍していたが、テレビアニメ『巌窟王』の美術監督を手がけて以降、アニメ作品のスタッフに名を連ねることが少なくなった。2007年、『ストライクウィッチーズ』（OVA版）で久しぶりに美術監督を担当する。
2015年5月31日付でガイナックスを退社した。
2019年度より、吉備国際大学アニメーション文化学部准教授を務める。

## 美術監督
- ロボットカーニバル「明治からくり文明奇譚〜紅毛人襲来之巻〜」
- レリックアーマーLEGACIAM
- バイオレンスジャック地獄街編
- トップをねらえ!（兼ハーモニー・設定）
- エンゼルコップ
- DATA NO.9（ミュージックビデオ・1989年）
- ふしぎの海のナディア（第1話～33話）
- 老人Z
- 紅狼（兼背景）
- 蒼きウル（凍結）
- 神罰（ゲーム・凍結）
- ZOIDS 帝国VS共和国 メカ生体の遺伝子（ゲーム、OP・EDムービー監督・美術・編集）
- 新世紀エヴァンゲリオン 碇シンジ育成計画 （2004年）
- 巌窟王 （2004年-2005年）[5]
- ストライクウィッチーズ（OVA版） （2007年）
- Halo Legends エピソード7【The Babysitter】 （2010年）

## 背景・美術参加作品
- 王立宇宙軍 オネアミスの翼（兼美術ボード）
- 火の鳥2772 愛のコスモゾーン
- おしん
- 夢の星のボタンノーズ
- 魔女っ子クミ（パッケージ）
- ジャイアントロボ THE ANIMATION -地球が静止する日 （1992年-1998年）
- とべ!くじらのピーク
- シリウスの伝説
- 91Days
- 鹿楓堂よついろ日和

## その他
- ジョジョの奇妙な冒険（8話絵コンテ）
- TM NETWORK「CAROL 〜A DAY IN A GIRL'S LIFE 1991〜」（キャラクターデザイン・ジャケットイラスト・小説版挿絵）
- TM NETWORK「TM NETWORK TOUR '88〜'89 CAROL 〜A DAY IN A GIRL'S LIFE 1991〜」（衣装デザイン）
- 菅浩江「メルサスの少年 螺旋の街の物語」（小説版挿絵）
- TM NETWORK「WELCOME BACK 2」（ジャケットイラスト）
- TM NETWORK「SPEEDWAY」（キャラクターデザイン・ジャケットイラスト）
- グランディアオンライン（初期設定デザイン）
- TM NETWORK「TM NETWORK 30th 1984〜 the beginning of the end」（ツアーグッズイラスト）

## こぼれ話
バイク好きで知られ、5万円で買ったVFRを20万かけて車検を通したことがある。